# Zauberhafte Zeiten
Zauberhafte Zeiten (englischer Originaltitel: Prelude to a Kiss; Alternativtitel: Body Switch – Verhexte Küsse) ist eine US-amerikanische Filmkomödie von Norman René aus dem Jahr 1992. Das Drehbuch schrieb Craig Lucas anhand des eigenen Theaterstücks.

## Handlung
Der Verlagsangestellte Peter Hoskins lernt auf einer Party die Barfrau Rita Boyle, die von einer Karriere als Grafikerin träumt, kennen. Sie fordert ihn zum Tanz auf. Rita und Peter verbringen zusammen eine Nacht und beginnen eine Beziehung. 
Rita erklärt sich eines Tages bereit, eine ausgefallene Fantasie von Peter zu verwirklichen. Sie lernt auch von Peter einige Sätze auf Niederländisch. Rita offenbart Peter, dass sie keine Kinder haben will, weil es den Kindern gegenüber unfair wäre, sie in einer schrecklichen Welt großzuziehen. Nach einigen Wochen ziehen Rita und Peter zusammen. Es stellt sich heraus, dass sie unter Schlaflosigkeit leidet.
Rita und Peter heiraten. Rita küsst während der Hochzeit einen alten Mann, mit dem sie daraufhin die Körper tauscht. Als das Paar in die Flitterwochen nach Jamaika fliegt, schläft Rita im Flugzeug. Peter merkt, dass seine vermeintliche Frau zahlreiche Details nicht kennt, die Rita kannte. Er meint, sie sei nicht sie selbst. Nach der Rückkehr findet er den alten Mann, in dessen Körper Ritas Geist lebt. Von seiner Familie erfährt er, dass der Mann unheilbar krank ist und nur noch kurz leben kann.
Als Peter den Geist des Mannes im Körper Ritas zu Rede stellen will, verlässt sie ihn und zieht bei ihren Eltern ein. Sie halten Peter für verrückt, als er auf die Veränderungen in Ritas Verhalten hinweist. Die Familie verreist, währenddessen wohnt der alte Mann mit dem Geist von Rita bei Peter.
Nach Ritas Rückkehr lockt Peter sie in seine Wohnung. Er und der alte Mann fesseln sie und zwingen zum erneuten Kuss. Erst als Rita und der alte Mann über ihre Wünsche reden, kehren die Geister von Rita und dem alten Mann in die eigenen Körper zurück.

## Kritiken
Roger Ebert schrieb in der Chicago Sun-Times, dass man zwar aus der Geschichte mehr machen könne, das Ergebnis sei „liebenswürdig“ und „bewegend“. Der Film könne zu langen Diskussionen über den Sinn des Lebens inspirieren. Ebert lobte die Darstellungen von Alec Baldwin, Meg Ryan und Sydney Walker, einem Theaterschauspieler, der in diesem Film „wundervoll“ spiele.
Das Lexikon des internationalen Films kritisierte das „überflüssige Wortgeplänkel“ und die geringe Anzahl der Pointen. Der Film sei „unausgegoren“, der „dramaturgische Sinn“ würde fehlen.

## Hintergrund
Der Film wurde in Chicago, in Highland Park (Illinois) und auf Jamaika gedreht. Er spielte in den Kinos der USA ca. 20 Millionen US-Dollar ein und ca. 22,7 Millionen US-Dollar weltweit.